# Šiškovci
Šiškovci är en ort i Kroatien.   Den ligger i länet Srijem, i den östra delen av landet, 220 km öster om huvudstaden Zagreb. Šiškovci ligger 82 meter över havet och antalet invånare är 845.
Terrängen runt Šiškovci är mycket platt. Runt Šiškovci är det ganska tätbefolkat, med 80 invånare per kvadratkilometer. Närmaste större samhälle är Vinkovci, 15,9 km nordost om Šiškovci. I omgivningarna runt Šiškovci växer i huvudsak blandskog.